# Coupe d'Europe des nations de rugby à XIII 2014
La Coupe d'Europe des nations de rugby à XIII 2014 est la trente-deuxième édition de la Coupe d'Europe des nations de rugby à XIII, elle s'est déroulée du 17 octobre 2014 au 2 novembre 2014 et a opposé la France, le Pays de Galles, l'Écosse et l'Irlande. 
L’Écosse, vainqueur pour la première fois de son Histoire de ce tournoi, s'est qualifiée pour le Tournoi des Quatre Nations 2015. Il faut toutefois noter que l'Angleterre, beaucoup plus forte que les quatre nations participantes et qualifiée d'office pour le Tournoi des quatre nations (de même que l'Australie et la Nouvelle-Zélande), n'a pas pris part à cette édition.
Largement favorite, la France a gâché pratiquement toutes ses chances en perdant dès le premier match contre la modeste équipe d'Irlande. Du coup, c'est l’Écosse qui a tiré parti de la situation en prenant la tête du classement. La France pouvait encore reprendre les commandes en gagnant de 18 points en Écosse, mais ne s'y est imposée que de 16 points. Et du coup l'Irlande s'est retrouvée en position de gagner le titre à condition de s'imposer de 40 points au Pays de Galles (qui est très faible en rugby à 13), mais elle ne l'a emporté "que" de 32 points.
C'est donc finalement l’Écosse qui est sortie première de cette véritable partie de "qui perd gagne"...

## Villes et stades
| Workington        | Dublin           | Albi              | Galashiels       | Wrexham           |
| ----------------- | ---------------- | ----------------- | ---------------- | ----------------- |
| Derwent Park      | Tallaght Stadium | Stadium municipal | Netherdale       | Racecourse Ground |
| Capacité : 10 000 | Capacité : 6 000 | Capacité : 13 058 | Capacité : 4 000 | Capacité : 10 771 |
|                   |                  |                   |                  |                   |

## Irlande
Sélection non dévoilée.

## Déroulement de la compétition
| Groupe A |                |   |   |   |   |    |     |     |
|          | Équipe         | J | V | N | D | PP | PC  | Pts |
| 1        | Écosse         | 3 | 2 | 0 | 1 | 89 | 60  | 4   |
| 2        | France         | 3 | 2 | 0 | 1 | 92 | 66  | 4   |
| 3        | Irlande        | 3 | 2 | 0 | 1 | 72 | 51  | 4   |
| 4        | Pays de Galles | 3 | 0 | 0 | 3 | 54 | 130 | 0   |

| 17 octobre | Écosse         | 42-18 | Pays de Galles | Derwent Park, Workington   |
| 18 octobre | Irlande        | 22-12 | France         | Tallaght Stadium, Dublin   |
| 25 octobre | Irlande        | 4-25  | Écosse         | Tallaght Stadium, Dublin   |
| 25 octobre | France         | 42-22 | Pays de Galles | Stadium municipal, Albi    |
| 31 octobre | Écosse         | 22-38 | France         | Netherdale, Galashiels     |
| 2 novembre | Pays de Galles | 14-46 | Irlande        | Racecourse Ground, Wrexham |